# Protagrypnus
Protagrypnus is een geslacht van kevers uit de familie  
kniptorren (Elateridae).
Het geslacht is voor het eerst wetenschappelijk beschreven in 1973 door Dolin.

## Soorten
Het geslacht omvat de volgende soorten:
- Protagrypnus exoletus Dolin, 1973
- Protagrypnus problematicum Dolin, 1973